# Neso
A Neso a Neptunusz tizenharmadik holdja; átlagos távolsága az anyabolygótól 49,6 millió km. A bolygó a Neptunusz második legtávolabbi holdja, aphéliumban több mint 72 millió km-re kering az anyabolygójától. Retrográd mozgású hold, vagyis fordítva kering a bolygó forgásával.

## Neve
Nevét Neszóról, a görög mitológia néreiszeinek egyikéről kapta. 

## Külső hivatkozások
- Matthew Holman oldala a Neptunuszról
- David Jewitt oldala
- Scott Sheppard oldala
- Neso a szépirodalomban